# جراحة التضيق القطني

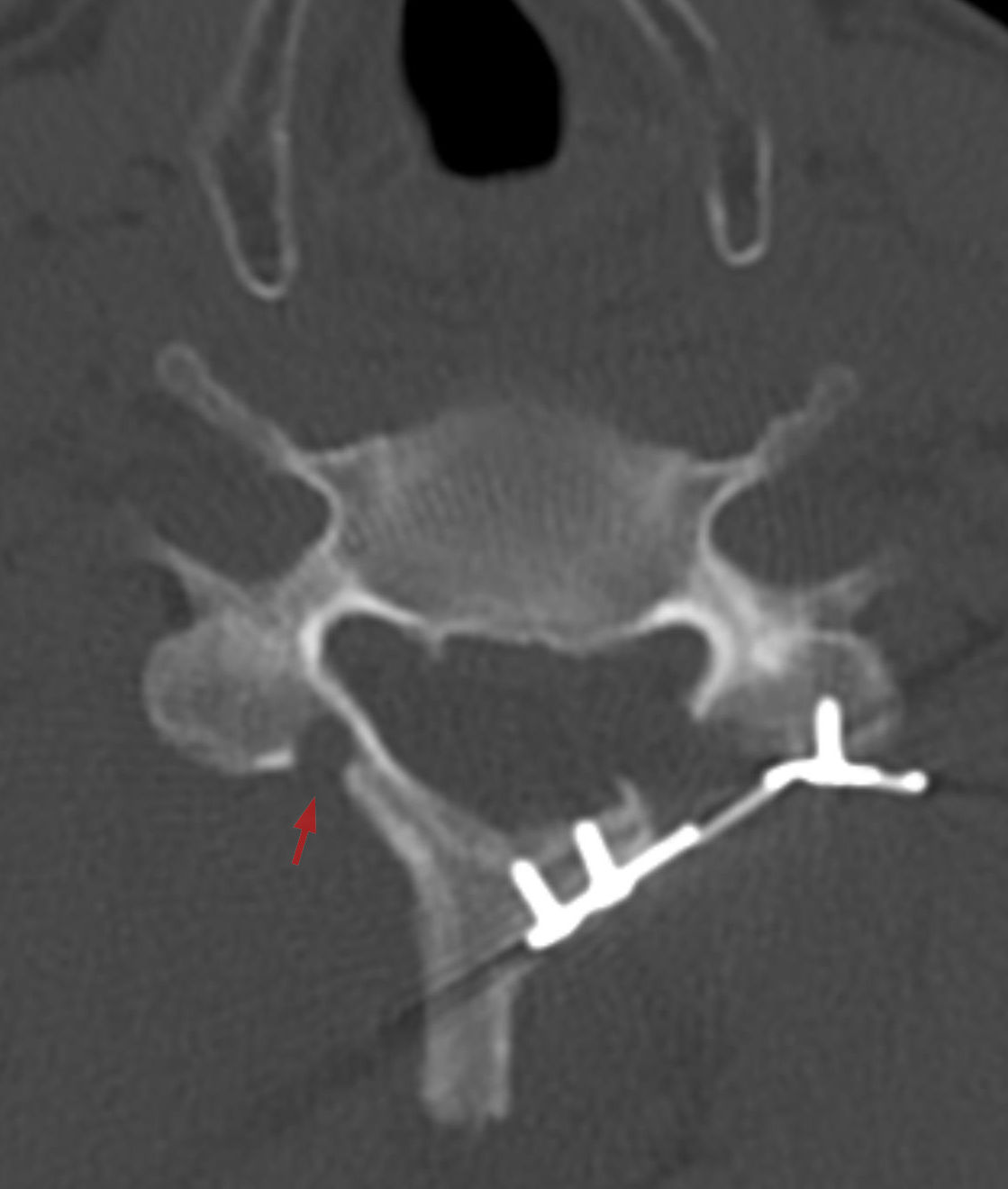
الأشعة المقطعية لجراحة التضيق القطني من الفقرة العنقية

جراحة التضيق القطني هو إجراء عملية جراحية في العظام وذلك لعلاج تضيق العمود الفقري من خلال تخفيف الضغط على الحبل الشوكي.
ويتضمن هذا الإجراء قطع الصفيحة على جانبي الفقرات المصابة ويكون القطع من جانب واحد فقط وقطع الأخدود من جانب آخر، ثم يفتح العظام الرفرفي المتحررالمتأرجح وبالتالي يخف الضغط على الحبل الشوكي.
يمكن إزالة الشوكي للسماح لصيوان عظم الصحيفة أن يتأرجح بشكل مفتوح. ومن ثم يدعم هذا الصيوان باستخدام أوتاد صغيرة أو قطعة من العظم لكي تبقى القناة الشوكية الموسعة في مكانها.
هذا الأسلوب يتناقض مع استئصال الصحيفة في كمية العظام والأنسجة العضلية التي لابد من إزالتها أو تشريحها.
رأب الصفيحة الفقرية، وهو إجراء جراحي يعالج تضيق القناة الشوكية عبر تخفيف انضغاط النخاع الشوكي، ويندرج ضمن اختصاص الجراحة العظمية/العصبية. يحقق هذا الإجراء الراحة للمرضى الذين يعانون من التنميل أو الألم أو الضعف في حركة الذراع. يتضمن الإجراء قطع الصفيحة على جانبي الفقرات المصابة (يقطع أحد الجانبين بشكل كامل، بينما يقطع الجانب الآخر جزئيًا)، وإبعاد السديلة العظمية المقطوعة لتخفيف انضغاط النخاع الشوكي. تسمح إزالة الناتئ الشوكي بتحرير وإبعاد السديلة العظمية. تثبت السديلة العظمية فيما بعد باستخدام أسافين صغيرة أو قطع عظمية لتحافظ القناة الشوكية الموسعة على شكلها.
تختلف هذه التقنية عن استئصال الصفيحة الفقرية في كمية العظام والأنسجة العضلية المزالة أو المزاحة أو المبضوعة.

## الغرض من رأب الصفيحة الفقرية
يوفر الإجراء الراحة للمرضى الذين يعانون من التنميل أو الألم أو ضعف حركة الذراع. قد يواجه المرضى أيضًا صعوبة في تحريك اليد والأصابع وفي التوازن والمشي أيضًا. يلجأ الأطباء لهذا الإجراء عادةً لتخفيف انضغاط النخاع الشوكي على مستوى الفقرات الرقبية؛ ويحدث هذا الأخير نتيجة أسباب مختلفة. تتضمن تلك الأسباب ما يلي: الأورام والكسور والالتهابات المفصلية والنتوءات العظمية (أعران) والمشاكل التنكسية وانفتاق القرص الفقري.

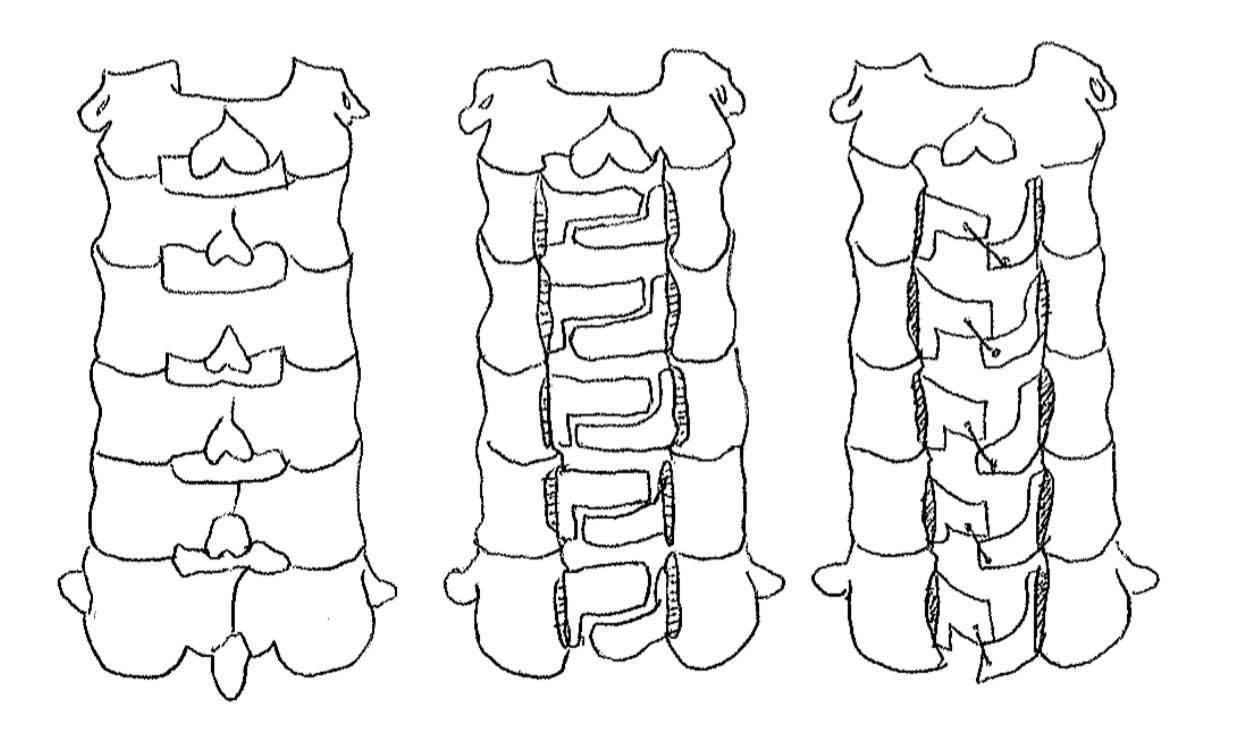
رأب الصفيحة على شكل حرف Z - مقتبس من ريو كوروكاوا وآخرون.

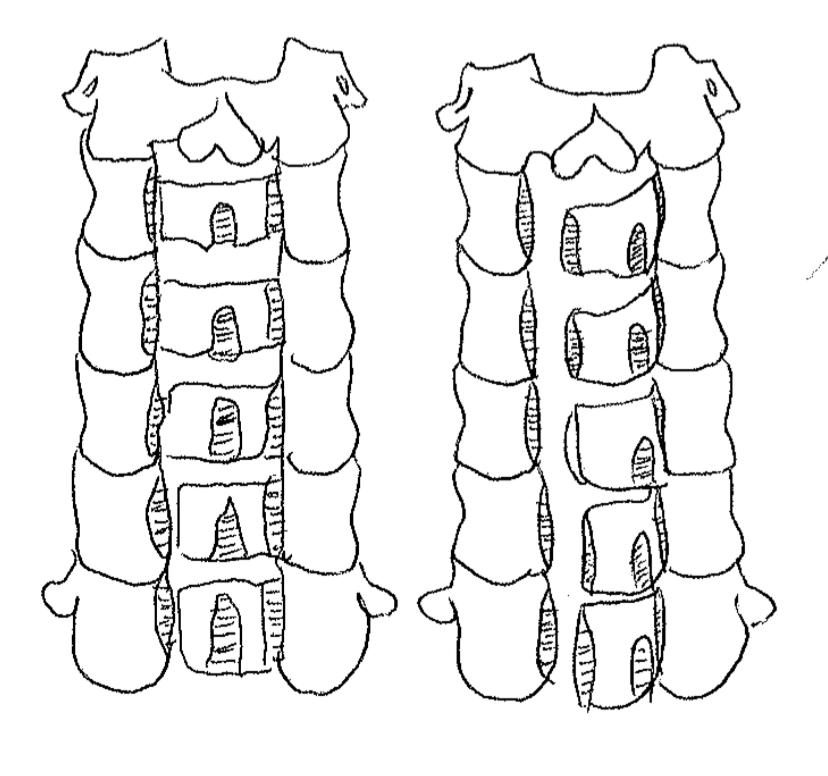
رأب الصفيحة بمنفذ مفتوح - مقتبس من ريو كوروكاوا وآخرون.

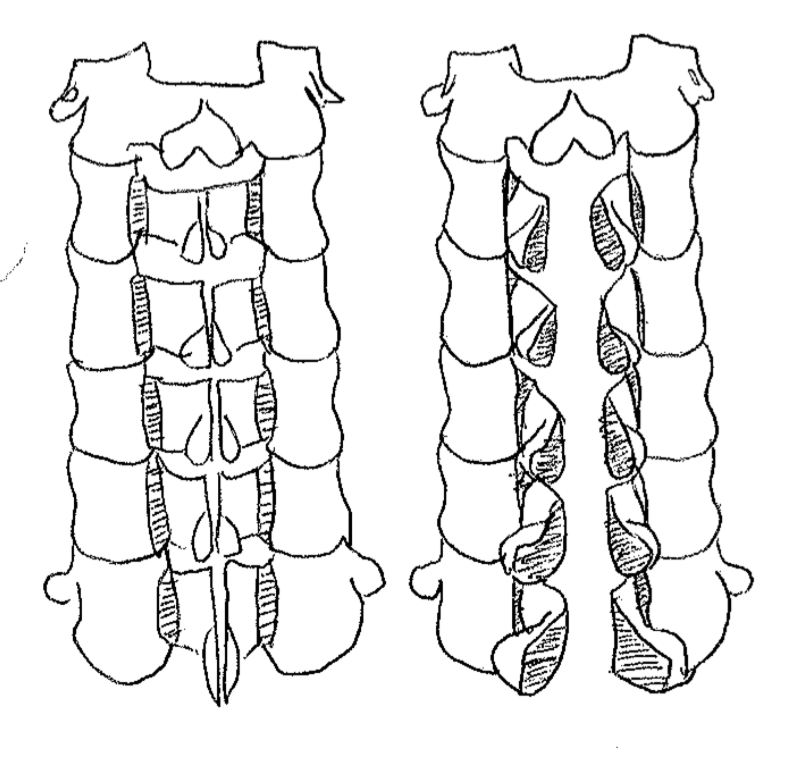
رأب الصفيحة مزدوج المنفذ - مقتبس من ريو كوروكاوا وآخرون.

## تقنية الإجراء

### التثبيت
يخضع المريض للمراقبة العصبية خلال عملية التثبيت. تتم المراقبة العصبية عبر الاستجابة الحسية الجسدية المستحثة والاستجابة الحركية المستحثة عبر الجمجمة. يخدر المريض ويثبت بعد مراقبته لبعض الوقت. يخضع المريض للتنبيب للحفاظ على السبيل الفموي مفتوحًا. سيحتاج تنبيب الأفراد الذين يعانون من اعتلال نخاعي شديد إلى استخدام منظار ليفي بصري؛ كي يتجنب الطبيب الخطر المرافق لبسط رأس المريض. يوضع المريض على طاولة جاكسون ويثبت الرأس بملقط مايفيلد. تستخدم الوسائد الطبية والضمائد الهلامية لدعم الصدر والعرفين الحرقفيين والذراعين والركبتين، ويعطف رأس المريض لتسوية وضعية العمود الرقبي. وفي النهاية، يتحقق الأطباء من الاستجابة الحسية الجسدية المستحثة والاستجابة الحركية المستحثة عبر الجمجمة.
تكشف منطقة العمود الرقبي وصولًا للسنتيمترات القليلة تحت الفقرة الرقبية السابعة. يستخدم جهاز كي كهربائي أحادي القطب أثناء عملية الشق لإيقاف النزف الناجم عن ذلك. يشمل الشق المنطقة الواقعة بين الفقرة الرقبية الثالثة والفقرة الرقبية السابعة. تبعد العضلات المحيطة بالعمود الفقري عن الصفيحة وتدفع إلى الحافة الإنسية. تجرى فيما بعد صورة شعاعية جانبية مع تغطية الجزء الظهري بمؤشر ظليل على الأشعة، لتوضيح المنطقة المستهدفة وتحديدها. 

### إزالة الانضغاط
صممت عدة تقنيات جراحية لتخفيف الضغط عن النخاع الشوكي. اعتمادًا على التقنية المستخدمة، قد يصلح الجراح سطح الصفيحة الفقرية باستخدام مواد مثبتة صلبة أو شبه صلبة. قد يستخدم في سياق العملية طعوم عظمية ذاتية وخيفية، وهذا يعتمد أيضًا على التقنية المستخدمة. تتضمن الأساليب الشائعة ما يلي: رأب الصفيحة على شكل حرف Z والرأب الكتلي ورأب الصفيحة بمنفذ مفتوح ورأب الصفيحة مزدوج المنفذ. 

#### رأب الصفيحة على شكل حرف Z
تقطع صفائح الفقرات الرقبية بدءًا من الثانية وصولًا للسابعة باستخدام المثقاب. يكون تخفيف الضغط في مناطق متعددة من الصفائح مهمًا. تقطع الصفائح على شكل حرف Z ثم ترفع وتخاط.

#### رأب الصفيحة بمنفذ مفتوح
تحفر صفائح الفقرات الرقبية من الناحية الوحشية بدءًا من الفقرة الرقبية الثانية وصولًا للسابعة. يقطع أحد الجانبين بشكل كامل، بينما يقطع الجانب الآخر بشكل جزئي ليستخدم كمفصل. ترفع الصفائح لتوسيع القناة الشوكية، وتبقى السديلة العظمية المقطوعة مفتوحة ومثبتة بخيط إلى محفظة الوجيه المفصلي.

#### رأب الصفيحة مزدوج المنفذ
يستخدم المثقاب في هذه الطريقة لقطع العظم في الخط الناصف للصفيحة الفقرية. تعمل الأجزاء الوحشية للصفيحة كمفاصل تسمح بتوسيع القناة الشوكية، وخاصةً القشر الداخلي منها. تتطلب هذه التقنية استخدام فاصل صنعي للحفاظ على ثبات المنفذ، ويعتبر هيدروكسيل الأباتيت أحد الفواصل شائعة الاستخدام. 